# سان جولیانو میلانزه
سان جیولیانو میلانزه (به ایتالیایی: San Giuliano Milanese) یک کومونه در ایتالیا است که در استان میلان واقع شده‌است. سان جیولیانو میلانزه ۳۰٫۷ کیلومتر مربع مساحت و ۳۸٬۱۷۴ نفر جمعیت دارد و ۹۷ متر بالاتر از سطح دریا واقع شده‌است.

## خواهرخوانده
شهرهای Bussy-Saint-Georges و گراوینا این پولیا خواهرخوانده‌های سان جیولیانو میلانزه هستند.